# Zosterops novaeguineae
Zosterops novaeguineae là một loài chim trong họ Zosteropidae.